# Вукадин Вукадиновић
Вукадин Вукадиновић (Маште, код Берана, 1915 — Љешница, код Берана, 15. фебруар 1943) био је учесник Народноослободилачке борбе и народни херој Југославије.

## Биографија
Рођен је 1915. године у селу Маште, код Берана. Основну школу је завршио у Полици. Током похађања гимназије у Беранама активно је био укључен у формирању локалне организације Савеза комунистичке омладине Југославије. Скојевска организација у беранској гимназији била је најјача у срезу.
Почетком септембра 1935. године створен је Централни руководећи актив СКОЈ-а. За секретара руководећег актива био је постављен Вукадин Вукадиновић. Септембра 1935, у беранској гимназији дошло је до организовања штрајка ђака беранске гимназије, којем су се придружили и грађани и сељаци беранског краја. Овај штрајк је прерастао у демонстрације у којима је 64 ученика било искључено из свих школа у Југославији. Тада је Вукадин постао члан Комунистичке партије Југославије. Октобра 1936, био је ухапшен и оптужен за припадање илегалној партијској организацији са циљем рушења поретка у држави. Био је осуђен на затворску казну од 20 мјесеци строгог затвора.
Након повратка са робије, у селу Заград, 17. јуна 1940. године у сукобу са жандармима био је опет ухапшен и осуђен на 13 мјесеци затвора и годину дана губитка часних права. На издржавање казне био је упућен у Сремску Митровицу, гдје га је затекла и фашистичка окупација Југославије. Са робије је успео да побјегне у ноћи 21/22. августа 1941. године, са групом од 32 комуниста, кроз тунел који су тајно прокопали испод тамничких зидина.
Кратко вријеме провео је међу партизанима Сријема, а онда се пребацио у ослобођену Мачву, па затим у Ужице гдје је био постављен за политичког комесара Посавског партизанског одреда. Прешао је у Црну Гору 1942. године и учествовао у илегалном раду и омасовљењу партизанских снага у овом крају.
Током борбе против италијанских војника, четника и муслиманске милиције у Калудару поред села Љешница у Бихору, посљедњим метком, да не би пао у руке непријатељским снагама, одузео је себи живот 15. фебруара 1943. године.
Указом Президијума Народне скупштине Федеративне Народне Републике Југославије, 20. децембра 1951. године, проглашен је за народног хероја.